# Канар, Николя-Франсуа
Николя-Франсуа Канар (фр. Nicolas-François Canard; 2 декабря 1754, Сезанн, Королевство Франция — 1833[…], Мулен, Июльская монархия) — французский экономист, профессор математики, одним из первых активно использовал математические методы в анализе цен и налогов, а также предложил использовать принципы теории вероятностей в уголовном праве.

## Биография
Николя родился 2 декабря 1754 года в городе Сезанн (Марна), Франция.
После изучения математики и философии Канар присоединился к Конгрегации христианского учения.
Преподавательскую деятельность начал в 1779—1780 годах в качестве ассистента профессора в колледже Шомона, в 1780—1782 годах профессор риторики в колледже Витри-ле-Франсуа, а в 1782—1793 годах профессор математики в лицее Мулена. В 1796—1814 годах был профессором математики в лицее Мулен и вышел в отставку в декабре 1814 года.
В ноябре 1790 года Канар отказался принести присягу покорности Национальной конституционной ассамблеи, отказался от церковного сана и в августе 1791 года присоединился к Якобинскому клубу.
Николя Канар умер в 1833 году в Париже.
Семья
Н. Канар женился на Элизабет Гранью, и у них родилась дочь Элизабет Фелице Бейль Мюлард (1796—1865), которая стала известной французской писательницей.

## Вклад в науку
Н. Канар был первым экономистом, который использовал математические методы при анализе цен и налогов в своей работе «Принципы политэкономии» от 1801 года.
Канар отвергал тезис физиократов о том, что налог распределяется на земельную собственность и считал, что всякий налог в конечном итоге ложится на потребителей, и при введении нового налога равновесие устанавливается в долгосрочном периоде, а в краткосрочном периоде пагубно сказывается на обществе. Известен по настоящее время тезис Канара:
«Всякий старый налог хорош, всякий новый налог дурен».